# Міжнародний демократичний союз

Країни, в яких є партії-члени Міжнародного демократичного союзу.
Партія-член МДС у складі уряду
Партія-член МДС в опозиції

Міжнародний демократичний союз (англ. International Democrat Union) — міжнародне об'єднання правих політичних партій, які дотримуються консервативної, ліберально-консервативної і християнсько-демократичної ідеологій.
Був створений в 1983 групою видних політичних діячів консервативного спрямування, серед яких були прем'єр-міністр Великої Британії Маргарет Тетчер, віцепрезидент США Джордж Буш-старший, канцлер ФРН Гельмут Коль і мер Парижа Жак Ширак, для координації політики, обміну досвідом та вироблення єдиної позиції з міжнародних питань.
Штаб-квартира організації розташована в Осло. Міжнародний демократичний союз підрозділяється на кілька регіональних відділень, серед яких Європейська народна партія, а також Міжнародні Молодіжний і Жіночий демократичні союзи.
Серед членів союзу — більшість консервативних і християнсько-демократичних партій Європи, у тому числі Союз за народний рух, Християнсько-демократичний союз, Християнсько-соціальний союз, Консервативна партія Великої Британії, іспанська Народна партія, Нова демократія, а також кілька великих позаєвропейських консервативних сил, серед яких Республіканська партія США, Консервативна партія Канади, Ліберальна партія Австралії, Національна партія Нової Зеландії, Гоміньдан.
Ряд партій, в основному з неєвропейських країн, має в організації статус асоційованих членів (в тому числі білоруські Об'єднана громадянська партія і Партія БНФ), а також статус спостерігачів (в тому числі ВМРО-ДПМНЄ, Г17+).

### Представництво українських партій
В Україні статус асоційованого члена МДС має ВО «Батьківщина»
У 2020 році статус спостерігача отримала "Європейська солідарність".